# 郭八火烧
郭八火烧是河北邯郸地区汉族的风味传统小吃，邯郸十大名小吃之一，属于冀菜系。

## 起源
五百居香肠起源于清光绪二十一年，创始人郭致忠在顺天府学厨后来大名经营火烧。因为他在顺天府学厨而来，所以堂号首取“天”字，并且希望火烧买卖兴隆，又取“兴”字，所以立店铺“天兴火烧铺”。又因为郭致忠小名叫“郭八”，当地人把他的火烧铺叫作「郭八火烧」了。1966年，周恩来总理视察邯郸大名府时品尝郭八火烧。。

## 作法
郭八火烧制作精细，层多且薄，每张火烧上有二十五层至三十层，外表金黄油亮，呈现石榴籽状，皮酥里筋，焦香可口，味。

## 評價
郭八火烧为“八大地方风味美食”大名“二五八”之一。